# Rusakovite
La rusakovite è un minerale.